# 伊香俊哉
伊香 俊哉（いこう としや、1960年 - ）は、日本近代史学者、都留文科大学教授。
宮城県仙台市生まれ。1982年立教大学文学部史学科卒業。1991年立教大学大学院文学研究科博士課程後期課程退学。2003年「近代日本と戦争違法化体制 第一次世界大戦から日中戦争へ」で文学博士（立教大学）。都留文科大学助教授を経て、教授。

## 著書
- 『近代日本と戦争違法化体制 第一次世界大戦から日中戦争へ』吉川弘文館 2002
- 『満州事変から日中全面戦争へ』戦争の日本史 吉川弘文館 2007
- 『戦争はどう記憶されるのか 日中両国の共鳴と相剋』柏書房 2014

### 共著編
- 『太平洋戦争期内務省治安対策情報』全8巻 編集 日本図書センター 国際検察局押収重要文書 1995
- 『七三一部隊と天皇・陸軍中央』吉見義明共著 岩波ブックレット 1995
- 『重慶爆撃とは何だったのか もうひとつの日中戦争』戦争と空爆問題研究会編 荒井信一,前田哲男,石島紀之,聶莉莉,一瀬敬一郎共著 高文研 2009
- 『アジア・太平洋戦争辞典』吉田裕,森武麿,高岡裕之共編 吉川弘文館 2015

## 論文
- ＜伊香俊哉